# Вайдинская пещера
Вайдинская пещера — пещера в горе Вайда, на острове Сахалин, на территории Смирныховского района Сахалинской области России.

## География
Гора Вайда расположена на юге острова Сахалин, на западных отрогах Восточно-Сахалинских гор. Она является региональным памятником природы Сахалинской области.
Эта гора интересна своим карстом: в её недрах, кроме пещеры Вайдинская, располагаются более 30 карстовых полостей, которые представляют интерес для археологов, геоморфологов и биологов, в том числе шахта Каскадная глубиной более 120 метров, пещера Медвежья Могила, и другие. Большинство полостей, однако, невелики.

## Описание
Вход в пещеру находится на высоте 410 метров над уровнем долины реки Рукутама, абсолютная высота входа (высота над уровнем моря) 699 метров. Амплитуда пещеры составляет около 64 метров, длина — 287 метров, объём 1300 м³. Вход начинается с провальной воронки, ведущей в наклонный колодец, далее идёт горизонтальный проход, который заканчивается опять колодцем. Пещера многоэтажная галерейная, имеет три яруса. В гротах можно увидеть натечные образования: сталагмиты, кораллиты, гуры и сталактиты. В среднем ярусе располагается многоярусное сооружение из сросшихся сталактитов, поверх которых образовались кальциты и кораллиты, чем то напоминает праздничный торт. За великолепие и причудливость форм образований, пещеру сравнивают с «Храмом времён нарышкинского барокко». Наиболее интересным и красивым считается нижний ярус из-за нарастаний на стенах, сравниваемых с рёбрами кита. С потолка свисают белоснежные сосульки сталактитов (30-40 см) под которыми есть горки с углублениями для воды, образованные сталагмитами.

## Фауна
В пещере обитают летучие мыши: бурый ушан, большой трубконос, водяная ночница, ночница Наттерера.
Время для посещения май — октябрь.